# Oščadnica
Oščadnica (ungarisch Ócsad – bis 1902 Oscsadnica) ist eine Gemeinde in der Nordslowakei.

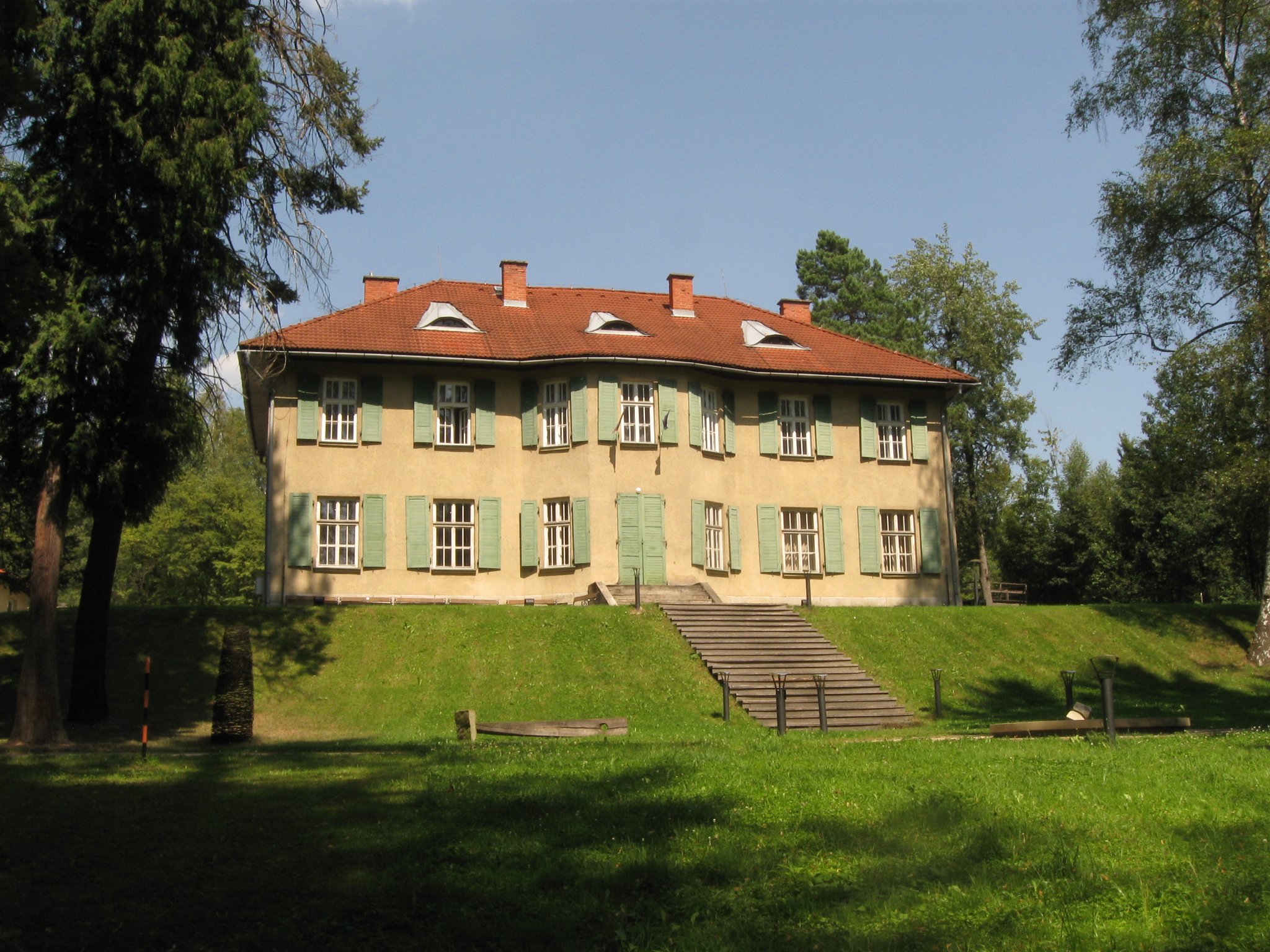
Schloss

## Geographie
Sie liegt im Gebirge Kysucké Beskydy im Tal des Bachs Oščadnica unterhalb des Berges Veľká Rača, 9 km östlich von Čadca und etwa 30 km nördlich von Žilina entfernt.
Im Ort gibt es eine goralisch sprechende Minderheit.

## Geschichte
Der Ort wurde 1579 erstmals schriftlich erwähnt, er entstand aus einer Walachensiedlung.
Im Jahr 1720 wurden drei Mühlen und 45 Haushalte in der Siedlung besteuert. Im Jahre 1784 lebten in 254 Häusern 391 Familien mit 1929 Einwohnern. Im Jahre 1828 gab es 306 Häuser und 2987 Einwohner, die mit Viehhaltung und Holzverarbeitung beschäftigt waren.

## Wirtschaft und Verkehr
Heute ist der Ort ein Sommer- sowie Wintertouristenzentrum.
Der Bahnhalt Oščadnica liegt an der Bahnstrecke Žilina–Bohumín. Durch den Ort verläuft die Straße 11 als E 75.

## Bevölkerung
| Jahr                | 1994 | 2004    | 2014    | 2024    |
| ------------------- | ---- | ------- | ------- | ------- |
| Anzahl der Personen | 5613 | 5699    | 5660    | 5807    |
| Unterschied         |      | +1,53 % | −0,68 % | +2,59 % |

| Jahr                | 2023 | 2024    |
| ------------------- | ---- | ------- |
| Anzahl der Personen | 5755 | 5807    |
| Unterschied         |      | +0,90 % |